# Haut-commissariat du Canada en Inde
Le haut-commissariat du Canada en Inde est la représentation diplomatique du Canada en Inde. Ses bureaux sont situés au 7/8 Shantipath, dans le quartier de Chanakyapuri de la capitale indienne New Delhi.

## Mission
Cette ambassade est responsable des relations entre le Canada et l'Inde et offre des services aux Canadiens en sol indien. Sa mission s'étend aussi au Bhoutan et au Népal (où on retrouve un consulat).
On retrouve également 3 consulats en Inde :
- Consulat général du Canada à Bengaluru
- Consulat général du Canada à Chandigarh
- Consulat général du Canada à Mumbai

## Hauts-commissaires
- 2006 - 2008 : David Malone
- 2008 - 2014 : Stewart Beck
- 2015 - 2021 : Nadir Patel
- 2021 - : Cameron Mackay